# Tall Hadżib
Tall Hadżib (arab. تل حاجب) – wieś w Syrii, w muhafazie Aleppo, w dystrykcie Ajn al-Arab. W 2004 roku liczyła 1546 mieszkańców.